# Strevi
Strevi – miejscowość i gmina we Włoszech, w regionie Piemont, w prowincji Alessandria.
Według danych na styczeń 2010 gminę zamieszkiwało 2090 osób przy gęstości zaludnienia 137,4 os./1 km².